# KGS Go Server

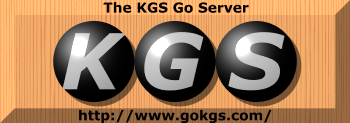
Logo von KGS

Der KGS Go Server, anfänglich Igoweb genannt und bis 2006 bekannt als Kiseido Go Server, ist ein Go-Server zum Online-Spielen und -Analysieren von Partien. Der Server wurde ab 1999 entwickelt und 2000 veröffentlicht, um einer breiteren Masse den Zugang zu diesem Spiel zu ermöglichen. Das System wurde von William M. Shubert entwickelt und sein Code ist komplett in Java geschrieben. Seit 2017 wird der Server durch die American Go Foundation betrieben.
Der KGS Go Server ist einer der weltweit größten Go-Server und hostet durchschnittlich über 1500 Spieler gleichzeitig. Basierend auf den vom Serversystem kalkulierten Rängen wird regelmäßig eine Liste der 100 besten Spieler aktualisiert.
Turniere und nationale Wettkämpfe, zum Beispiel die deutschen Go-Bundesligen, werden oft auf KGS ausgetragen. Weiterhin finden monatlich Computer-Go-Turniere statt.
Der KGS Go Server zeichnet sich durch einen starken Sinn für Gemeinschaft aus, insbesondere wegen seiner Kiebitzstruktur. Besonders die Spiele starker Spieler werden oft ausgiebig von der Community diskutiert.
Auf KGS kann man mit einer Webanwendung oder mit dem von KGS veröffentlichten Go-Client CGoban (aktuelle Version: CGoban 3.5.144; Stand Februar 2025), der in Java geschrieben ist und damit auf fast allen Betriebssystemen funktioniert, spielen. Lange wurde auch ein Java-Applet gepflegt, dies wurde aber 2015 aufgegeben. Das vom KGS Go Server verwendete Verbindungsprotokoll ist öffentlich verfügbar.
Eine weitere Besonderheit des KGS Go Servers ist die Möglichkeit, mit Hilfe vieler verschiedener Werkzeuge die Spiele im Nachhinein zu analysieren oder Lektionen zu erteilen, was ihn von allen anderen Go-Servern abhebt.
Korrespondenzspiele sind möglich, wenn beide Spieler zu Beginn des Spiels anwesend sind, „Keine“ für die Zeitkontrolle verwendet wird und der Spieltyp frei ist. Sie sollten jedoch innerhalb von 6 Monaten abgeschlossen werden, da der Server Spiele automatisch löscht, wenn sie 6 Monate alt sind.
Die Spieler auf KGS können je nach ihren Ergebnissen in Ranglistenspielen in Stufen von 30 Kyu bis 9 Dan eingestuft werden. Darüber hinaus können zertifizierte Profispieler ihre Profiränge verwenden.
Im Oktober 2015 schlug AlphaGo von DeepMind den Go-Europameister Fan Hui mit fünf zu null. 29,4 Millionen Positionen aus 160.000 Partien aus dem KGS-Spielearchiv, gespielt von menschlichen Spielern mit 6 bis 9 Dan, wurden verwendet, um AlphaGos Policy-Netzwerk zu trainieren.